# Stanušina crna
Stanušina crna, stanusina crna, stanušina (macedoński: Станушина) – szczep winorośli właściwej o ciemnej skórce, uprawiany jedynie w Macedonii Północnej, przede wszystkim w kotlinie Tikveš. Znaczna część winnic padła ofiarą filoksery na przełomie XIX i XX w. i nie została odtworzona.

## Charakterystyka
Odmiana daje wysoki plon: średnie i duże gron o stosunkowo dużych jagodach. Dobrze znosi suszę i ubogie gleby. Cechuje się dużą zmiennością genetyczną, lecz powstałe tak krzewy są w tym przypadku gorsze.

## Wina
Wina ze stanušiny są często niewyróżniające się i dlatego odmiana jest mieszana np. z prokupacem lub primitivo, znanym w regionie jako kratošija. Pojedynczy producenci są skłonni do selekcji krzewów, by poprawić jakość i oferują stanušinę jako wino odmianowe.

## Synonimy
Zarejestrowano kilka synonimów, wśród których są gradesh, strnušina i tikvesko oraz warianty ich pisowni.